# Linterna de Aristóteles

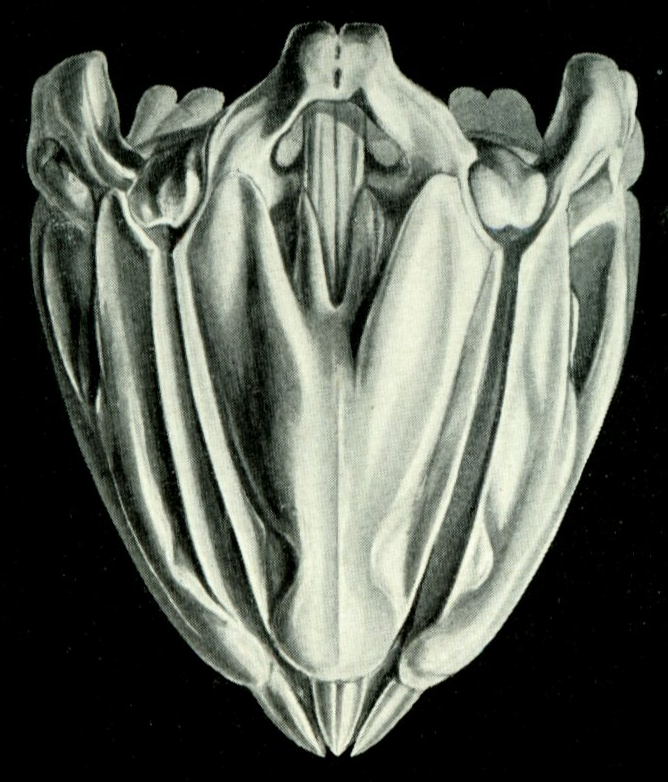
Dibujo de Ernst Haeckel de una linterna de Aristóteles de Sphaerechinus granularis).

La linterna de Aristóteles es el órgano masticador de los erizos de mar. Se trata de una compleja estructura esquelética y muscular protráctil situada en el interior de la concha que consiste en un armazón pentagonal y una compleja formación muscular, con cinco dientes potentes de carbonato de calcio que crecen de forma continua para compensar el desgaste que sufren.

## Características
La linterna rodea la cavidad bucal y la faringe. En su parte superior, la faringe se abre al esófago. Con esta estructura los erizos de mar son capaces de despedazar el alimento en fragmentos pequeños, raer algas del sustrato (raspar las rocas y así poder comerse las algas que están pegadas a ellas), e incluso trepar por la superficie del fondo marino o excavar refugios en sustratos duros. 
El filósofo griego Aristóteles (384-322 a.C.) fue quien describió esta estructura en su libro Historia Animalium y la comparó con una "linterna de cuerno", lámpara que se utilizaba antiguamente, de planta pentagonal donde se apoyaba una vela rodeada por cinco placas hechas de cuerno, que impedían que el viento apagase la vela, y que al ser semitransparentes dejaban pasar la luz. 
Aristóteles escribió: "... el erizo de mar tiene lo que conocemos nosotros como cabeza y boca en la parte inferior del cuerpo y el ano en la parte superior. El erizo de mar tiene, también, cinco dientes en su interior formando un hueco, en medio de los cuales hay una sustancia carnosa que actúa como lengua. A continuación viene el esófago y luego el estómago, dividido en cinco partes, y relleno de excreciones, uniéndose las cinco partes en el orificio anal, donde la concha está perforada... En realidad el aparato digestivo del erizo de mar es continuo desde un lado hasta el otro del cuerpo, aunque exteriormente no lo parezca, siendo similar a una linterna de cuerno con las placas de cuerno dispuestas hacia fuera".
El género Echinocardium de la familia Loveniidae es una excepción en este sentido dentro de los erizos de mar pues carece de linterna de Aristóteles, y tiene en su lugar una boca rodeada de cilios.

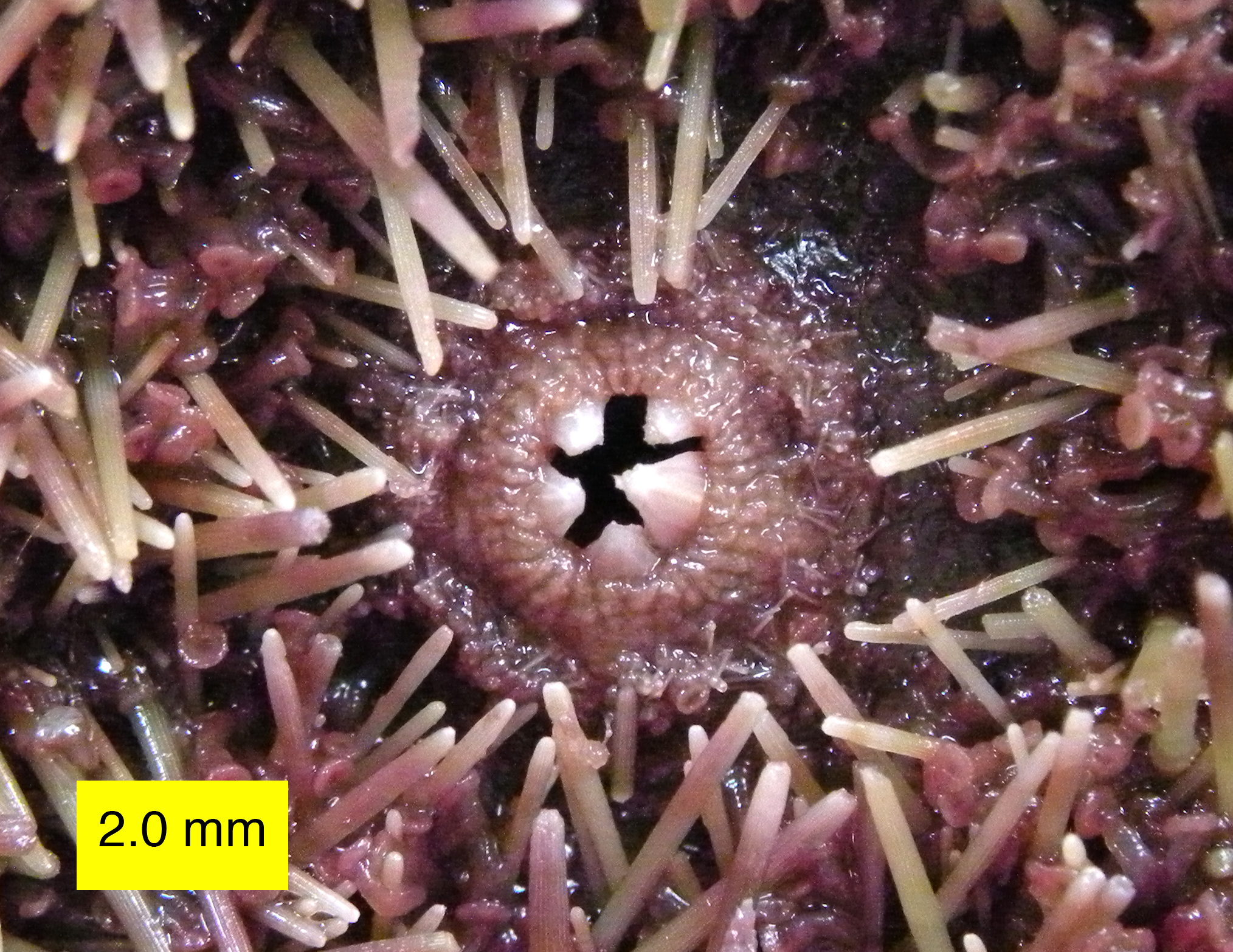
Orificio bucal de Strongylocentrotus purpuratus.
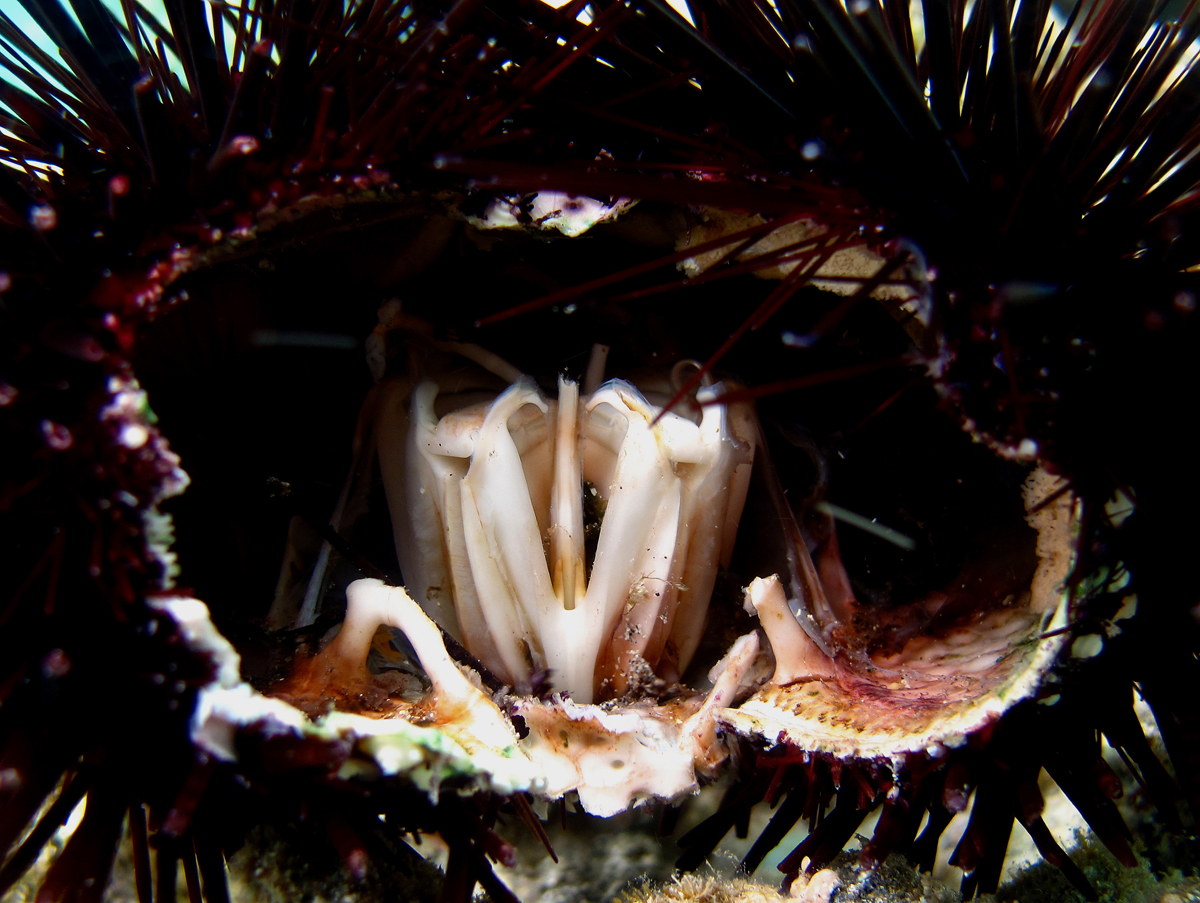
Linterna de Aristóteles de un erizo.
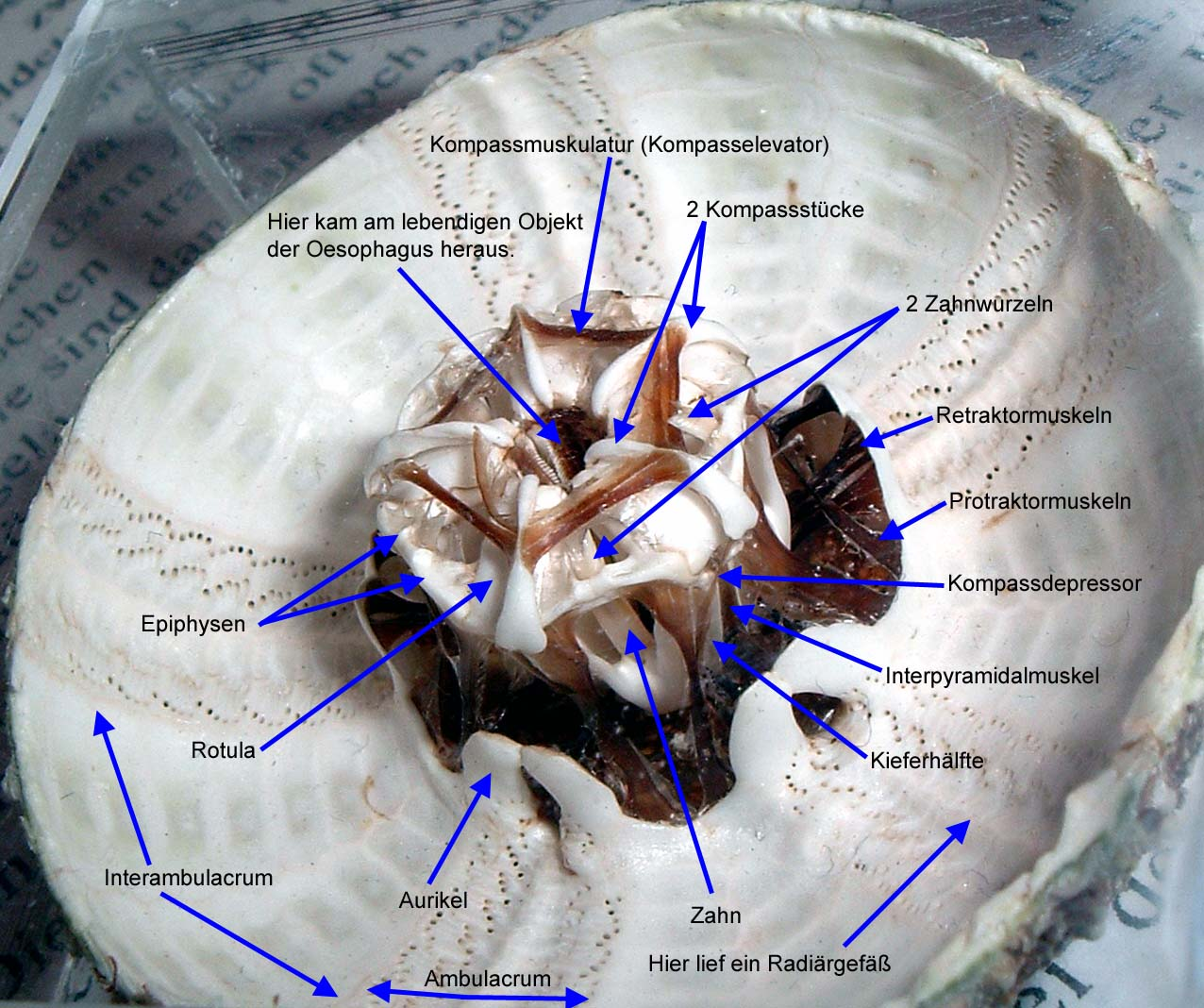
Vista interna de una linterna de Aristóteles con sus músculos y ligamentos.
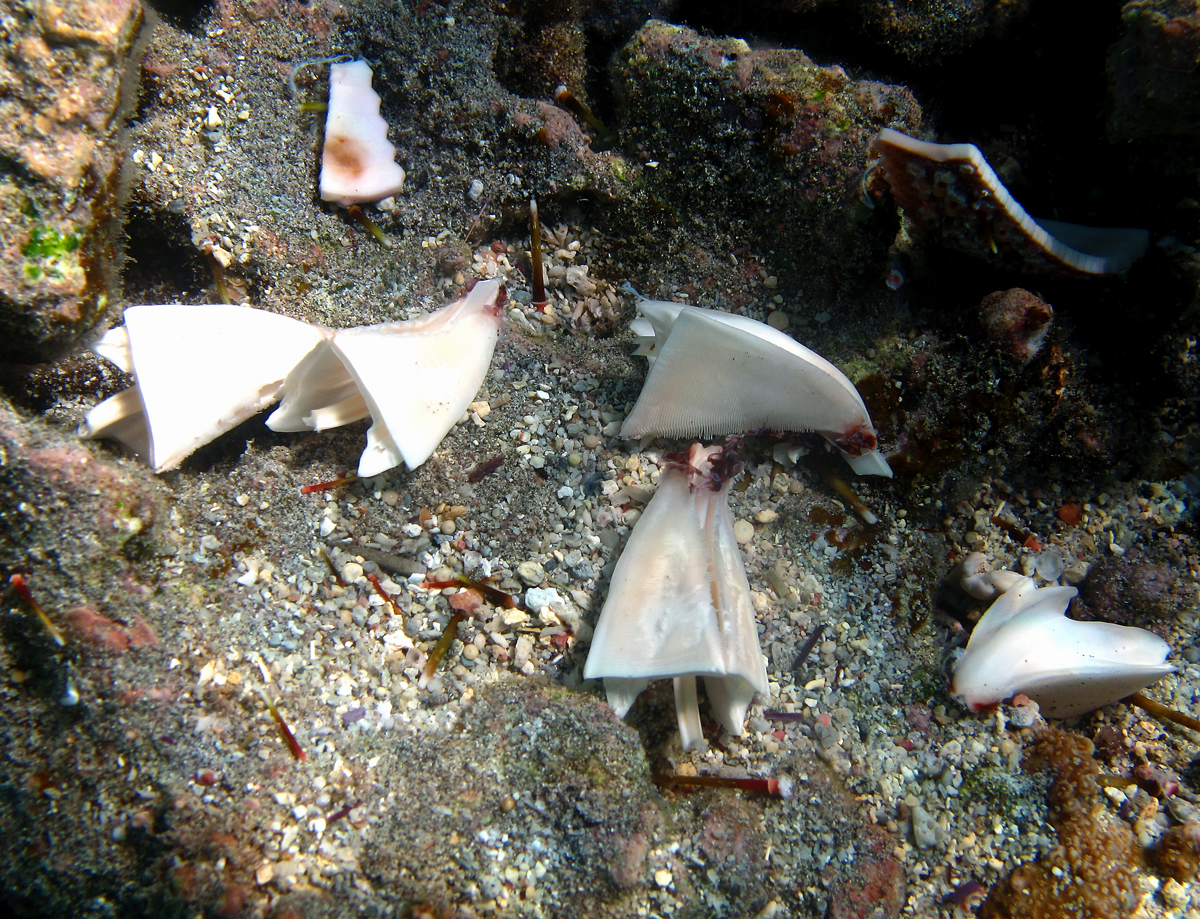
Dientes de un erizo separados de su linterna.